# Litoria adelaidensis
A rã-delgada ou rã-de-adelaide (nome científico: Litoria adelaidensis) é uma espécie de anfíbio anuro pertencente à família Pelodryadidae e nativa no sudoeste da Austrália.

## Descrição física
Tal como foi sugerido pelo seu nome, a rã-delgada tem uma constituição muito magra. Tem um fino e plano corpo com a superfície da cabeça plana. A superfície dorsal varia de cor, de marrom ou completamente verde, a marrom com manchas verdes. Os flancos do corpo, apresentam uma faixa marrom escuro ou preto, que atravessa o olho à narina, a linha é muito mais estreito entre a narina e os olhos. A superfície ventral é branca, e no interior das coxas têm manchas vermelhas brilhantes. O tímpano é grande e distinta. Os dedos são, maioritariamente largos e são três-quartos palmado. Eles atingem um comprimento de 4,7 centímetros do focinho às pernas (esticado).

## Ecologia e comportamento
Os machos chamam pelas fêmeas com um forte guincho perto da água. O acasalamento ocorre no início da primavera. A rã delgado é encontrado em rios e lagoas, muitas vezes à beira da água e entre a vegetação.